# Гарсия, Дульсе
Дульсе Маргарита Гарсия Хиль (исп. Dulce Margarita García Gil; 2 июля 1965, Пуэрто-Падре, Лас-Тунас — 9 сентября 2019, Чили) — кубинская легкоатлетка, специалистка по метанию копья. Выступала за сборную Кубы по лёгкой атлетике в 1986—1992 годах, чемпионка Панамериканских игр, победительница и призёрка ряда крупных международных стартов, участница летних Олимпийских игр в Барселоне. Тренер по лёгкой атлетике.

## Биография
Дульсе Гарсия родилась 2 июля 1965 года в городе Пуэрто-Падре провинции Лас-Тунас, Куба.
Первого серьёзного успеха в лёгкой атлетике на международном уровне добилась в сезоне 1986 года, когда вошла в состав кубинской сборной и выступила на домашнем иберо-американском чемпионате в Гаване, где в зачёте метания копья выиграла серебряную медаль. Также в этом сезоне на домашнем турнире в Гаване установила свой личный рекорд с копьём старого образца — 67,90 метра.
В 1988 году завоевала серебряную награду на иберо-американском чемпионате в Мехико.
В 1989 году получила серебро на чемпионате Центральной Америки и Карибского бассейна в Сан-Хуане.
В 1990 году среди прочего стала серебряной призёркой Мемориала братьев Знаменских в Москве, уступив только советской метательнице Татьяне Шиколенко.
В 1991 году с результатом 64,78 одержала победу на домашних Панамериканских играх в Гаване. Метала копьё на чемпионате мира в Токио, став в финале седьмой.
В 1992 году отметилась победой на иберо-американском чемпионате в Севилье. Благодаря череде успешных выступлений удостоилась права защищать честь страны на летних Олимпийских играх в Барселоне — в финале метнула копьё на 58,26 метра, расположившись в итоговом протоколе соревнований на восьмой строке. Позднее с результатом 58,08 заняла третье место на домашнем Кубке мира в Гаване.
В течение своей спортивной карьеры Гарсия трижды становилась чемпионкой Кубы в метании копья (1989, 1991, 1993).
Впоследствии постоянно проживала в Чили, где работала тренером по лёгкой атлетике. В 2003—2018 годах тренировала успешную чилийскую толкательницу ядра Наталию Дуко, пока ту не обвинили в применении допинга.
Умерла от сердечного приступа 9 сентября 2019 года у себя дома в Чили в возрасте 54 лет.